# Campionato asiatico maschile di pallacanestro 1975
L'8º Campionato Asiatico Maschile di Pallacanestro FIBA si è svolto dal 15 al 26 novembre 1975 a Bangkok in Thailandia. Il torneo è stato vinto dalla nazionale cinese.
I Campionati asiatici maschili di pallacanestro sono una manifestazione biennale tra le squadre nazionali del continente, organizzata dalla FIBA Asia.

## Squadre partecipanti
| Gruppo A                                                                       | Gruppo B                                                           |
| ------------------------------------------------------------------------------ | ------------------------------------------------------------------ |
| - Cina - Filippine - Hong Kong - Indonesia - Pakistan - Singapore - Thailandia | - Corea del Sud - Giappone - India - Kuwait - Malaysia - Sri Lanka |

## Classifica finale
| Pos | Squadra       | V-P |
| --- | ------------- | --- |
| 1   | Cina          |     |
| 2   | Giappone      |     |
| 3   | Corea del Sud |     |
| 4   | India         |     |
| 5   | Filippine     |     |
| 6   | Thailandia    |     |
| 7   | Singapore     |     |
| 8   | Malaysia      |     |
| 9   | Hong Kong     |     |
| 10  | Indonesia     |     |
| 11  | Pakistan      |     |
| 12  | Kuwait        |     |
| 13  | Sri Lanka     |     |